# أوعية الرحم المقوسة
أوعية الرَحم المُقوسة (بالإنجليزية: Arcuate vessels of uterus)‏ هي واحدة من الأوعية التي تختص بإمداد الرحم بالدم، وهي عبارة عن شرايين وَأوردة تتفرع من الشرايين والأوردة الرحمية، كما يحصل التحام بينها وبين الشرايين والأوردة المبيضية، كما أنها تخترق وتدور دورة كاملة حول عضلة الرحم.
كانت الأوعية المقوسة في السابق تُدعى بالتفرعات الحلزونية للرحم (بالإنجليزية: Helicine branches of the uterus)‏، وذلك لأنها تمتلك الشكل اللولبي الحلزوني، ولكن يجب تجنب الخلط بينها وبين الشرايين الحلزونية التي تخترق بطانة الرحم.